# Болезнь Фавра-Ракушо
Болезнь Фавра-Ракушо — дегенеративное заболевание соединительной ткани, проявляющееся появлением жёлтых папул, бляшек, комедонов и кист.
Заболевание впервые было описано французскими дерматологами Фавром и Ракушо.

## Эпидемиология
Болезнь чаще проявляется у пожилых людей. Мужчины болеют в несколько раз чаще, чем женщины.

## Этиология и патогенез
Патогенез и этиология болезни Фавра-Ракушо в настоящее время не известны. Предположительно, ключевым фактором в развитии заболевания является интенсивное УФ-облучение. В результате чего происходят дегенерация эластина, а также структурные изменения эпидермиса.

## Клиническая картина
Болезнь проявляется появлением папул и бляшек жёлтого цвета. Возникают открытые комедоны чёрного цвета, которые не воспаляются. Локализация преимущественно в областях открытых солнечному свету: височная область, щеки, лоб, периорбитальная область, тыл кистей и предплечья. Со временем развития заболевания, кожа на пораженных участках утолщается с образованием множественных маленьких, часто сливающихся друг с другом, узелков. Узлы наполнены кератином.

## Диагностика
Диагноз ставится на основании анамнеза и клинической картины. В редких случаях используют биопсию.

## Дифференциальная диагностика
Дифференциальную диагностику следует проводить со следующими заболеваниями:
- коллоидные милиарные пузырьки;
- вульгарное акне;
- хлоракне;
- комедоновый невус;
- ирингома;
- диффузная эластома Дюбрея;
- трихоэпителиома;
- поздняя кожная порфирия[3].

## Лечение
Болезнь Фавра-Ракушо трудноизлечима. Консервативная терапия заключается в применении ретиноидов и системных глюкокортикоидов в тяжелых случаях. Ретиноиды эффективны при комедонах небольшого размера. При присоединении вторичной инфекции рекомендовано применять антибиотики. Хирургическое лечение заключается в иссечении бляшек различными способами, однако, заболевание часто рецидивирует и вызывает образование рубцов.

## Примечание
1. 1 2 3  Федеральные клинические рекомендации. Дерматовенерология: Болезни кожи. Инфекции, передаваемые половым путем. — Деловой экспресс, 2015. — 768 с. — ISBN 978-5-89644-123-6.
2. ↑  Большая Медицинская Энциклопедия. — 3 издание. — С. 26 том.
3. 1 2  A. Paganelli, V. D. Mandel, S. Kaleci, G. Pellacani, E. Rossi. Favre-Racouchot disease: systematic review and possible therapeutic strategies // Journal of the European Academy of Dermatology and Venereology: JEADV. — 2019-01. — Т. 33, вып. 1. — С. 32–41. — ISSN 1468-3083. — doi:10.1111/jdv.15184. Архивировано 11 сентября 2021 года.